# 미기
미기(본명: 멍메이치, 중국어: 孟美岐, 병음: Mèng Měiqí, 1998년 10월 15일~ )는 중국의 가수이다. 대한민국의 걸 그룹 우주소녀에서 서브보컬과 메인댄서를 맡았었다. 중국 경연 프로그램 《창조101》을 통해 화전소녀101의 멤버가 되었다.

## 생애
2016년 우주소녀의 일원으로 데뷔하였다. 2018년 《창조101》에 참가하여 최종 1위를 하여 화전소녀101(중국어 간체자: 火箭少女101)의 일원이 되었다. 화전소녀101의 매니지먼트사인 저우텐 엔터테인먼트(중국어 간체자: 周天娱乐)에서 당초 계약을 뒤집고 우주소녀와 화전소녀101의 병행 활동을 금지하자 8월 9일 화전소녀101을 탈퇴하였다가, 양사의 합의 뒤에 8월 17일 복귀하였다.
현재는 대한민국에 들어오지 못하고 중국에서만 활동을 하고있다.

## 학력
- 뤄양외국어대학교 (중퇴)